# 78125 Salimbeni
78125 Salimbeni è un asteroide della fascia principale. Scoperto nel 2002, presenta un'orbita caratterizzata da un semiasse maggiore pari a 2,6875189 UA e da un'eccentricità di 0,1624101, inclinata di 16,08560° rispetto all'eclittica.
L'asteroide è dedicato all'astronoma italiana Sara Salimbeni.